# Калкулатор
Калкулатор или дигитрон је минијатурни, електронски рачунар намењен, по правилу, једноставним прорачунима. Појавио се почетком седамдесетих година двадесетог века. Програм „Аполо“ (лет на Месец са људском посадом) изгубио је изворе финансирања 1969. године када је први Американац ступио на Месец. Многи инжењери су, оставши без посла, основали своје приватне фирме користећи стечена знања и искуства. Измислили су уређај базиран на интегралном колу које је могло да спроводи базичне рачунске операције (сабирање, одузимање, множење и дељење). Он се састојао од кућишта у коме је била штампана плоча са наведеним интегралним колом, батерија или акумулатор, а споља дисплеј и тастатура. Димензије су биле обично такве да може да стане у џеп (џепни калкулатор). 
Касније су додате многе математичке функције, па су неки калкулатори могли и да се програмирају. Функције калкулатора су данас преузели стони рачунари. Дигитроне данас углавном користе ученици, студенти, трговци, административно особље и инжењери за једноставније прорачуне. 
У почетку су га производиле, по високој цени, угледне америчке фирме као што су Hewlett Packard (Хјулит Пакард), Motorola (Моторола), Texas Instruments (Тексас инструментс), док га данас производе највише кинеске фирме по изузетно ниској цени. Поједностављење калкулатора се огледа у минијатуризацији или замени батерије са фотонапонским ћелијама које могу напајати калкулатор и на собном светлу.
Постоје и нешто већи калкулатори који се зову стони калкулатори и они су углавном једноставни. Постоје сложенији калкулатори који су специјализовани за разне намене. Такви су научни калкулатори који имају типке за тригонометријске и сличне функције, потом програмерски који имају могућност рада са бинарним и хексадецималним цифрама, као и финансијски калкулатори који израчунавају камате и сличне функције. Најкомплекснији су програмабилни калкулатори и они представљају класу за себе. 
Скоро сви калкулатори раде основне операције на један начин. Унесе се један број, операција, други број и на крају знак за једнако. Међутим, поред овога, постоји и још један начин који се зове обрнута пољска нотација и коју користе сви калкулатори фирме Хјулит Пакард.
Уз веома широку доступност паметних телефона, таблет рачунара и персоналних рачунара, наменски хардверски калкулатори, иако су и даље у широкој употреби, мање су уобичајени него што су некада били. Године 1986, калкулатори су још увек представљали око 41% светског хардверског капацитета опште намене за израчунавање информација. До 2007. ово се смањило на мање од 0,05%.

## Интерни рад
Генерално, основни електронски калкулатор се састоји од следећих компоненти:
- Извор напајања (мрежна струја, батерија и/или соларна ћелија)
- Тастатура (уређај за унос) – састоји се од типки које се користе за унос бројева и функцијских команди (сабирање, множење, квадратни корен, итд.)
- Дисплеј панел (излазни уређај) – приказује улазне бројеве, команде и резултате. Дисплеји са течним кристалима (ЛЦД), вакуумски флуоресцентни дисплеји (ВФД) и дисплеји са светлећим диодама (ЛЕД) користе седам сегмената за представљање сваке цифре у основном калкулатору. Напредни калкулатори могу користити матричне екране.
  - Калкулатор за штампање, поред дисплеја, има јединицу за штампање која штампа резултате мастилом на ролни папира, користећи механизам за штампање.
- Процесорски чип (микропроцесор или централна процесорска јединица).

| Јединица                          | Функција |
| --------------------------------- | --- |
| Јединица за скенирање (прозивање) | Када је калкулатор укључен, он скенира тастатуру чекајући да ухвати електрични сигнал када се притисне тастер.                                                                                                  |
| Кодирајућа јединица               | Конвертује бројеве и функције у бинарни код. |
| X регистар и Y регистар           | Они су складишта бројева у којима се бројеви привремено чувају док се врше прорачуни. Сви бројеви прво улазе у регистар X; на дисплеју се приказује број у X регистру                                           |
| Регистарска заставица             | Функција за прорачун се чува овде док калкулатору не затреба. |
| Перманентна меморија ()           | Инструкције за уграђене функције (аритметичке операције, квадратни корени, проценти, тригонометрија, итд.) се чувају овде у бинарном облику. Ова упутства су програми, трајно се чувају и не могу се избрисати. |
| Корисничка меморија ()            | Складиште у коме корисник може да чува бројеве. Садржај корисничке меморије корисник може променити или обрисати.                                                                                               |
| Аритметичко-логичка јединица ()   | извршава све аритметичке и логичке инструкције и даје резултате у бинарном кодираном облику. |
| Бинарно декодерска јединица       | Конвертује бинарни код у децималне бројеве који се могу приказати на дисплеју. |

### Пример
Основно објашњење о томе како се прорачуни изводе у једноставном калкулатору са четири функције:
Да би се извршило израчунавање 25 + 9, на већини калкулатора се притискају тастери следећим редоследом: 2 5 + 9 =.
- Када се унесе 2 5, то бива прихваћено јединицом за скенирање; број 25 се кодира и шаље у X регистар;
- Затим, када се притисне тастер +, инструкција „додавања“ се такође кодира и шаље у заставицу или статусни регистар;
- Други број 9 се кодира и шаље у X регистар. Ово потискује (помера) први број у Y регистар;
- Када се притисне дирка =, „порука” (сигнал) из заставице или статусног регистра говори трајној или непроменљивој меморији да је операција „додавање”;
- Бројеви у X и Y регистрима се затим учитавају у  и израчунавање се врши пратећи упутства из сталне или непроменљиве меморије;
- Одговор, 34 се шаље (помера) назад у X регистар. Одатле, јединица бинарног декодера га конвертује у децимални број (обично бинарно кодиран децимални), а затим се приказује на дисплеју.

#### Нумеричка репрезентација
Већина џепних калкулатора све своје прорачуне обавља у бинарно кодирано децимално (BCD), а не бинарно. BCD је уобичајен приступ у електронским системима где треба да се прикаже нумеричка вредност, посебно у системима који се искључиво састоје од дигиталне логике, а не садрже микропроцесор. Коришћењем BCD-а, манипулација нумеричким подацима за приказ може бити у великој мери поједностављена третирањем сваке цифре као засебног појединачног поткола. Ово се много више поклапа са физичком реалношћу хардвера дисплеја — дизајнер би могао да одлучи да користи серију одвојених идентичних екрана од седам сегмената да би, на пример, изградио мерно коло. Ако би се нумеричка количина чувала и манипулисала као чиста бинарна, повезивање са таквим екраном захтевало би сложено коло. Стога, у случајевима када су прорачуни релативно једноставни, рад са BCD-ом може довести до једноставнијег укупног система од претварања у и из бинарног. (На пример, CD-ови задржавају број нумере у BCD-у, ограничавајући их на 99 нумера.)
Исти аргумент се примењује када хардвер овог типа користи уграђени микроконтролер или други мали процесор. Често мањи изворни код резултира када се бројеви интерно представљају у BCD формату, пошто конверзија из или у бинарни приказ може бити скупа на тако ограниченим процесорима. За ове апликације, неки мали процесори имају BCD аритметичке режиме, који помажу при писању рутина које манипулишу BCD количинама.
Тамо где калкулатори имају додатне функције (као што су квадратни корен или тригонометријске функције), софтверски алгоритми су потребни за добијање резултата високе прецизности. Понекад је потребан значајан напор у дизајну да би се све жељене функције уклопиле у ограничени меморијски простор који је доступан у чипу калкулатора, уз прихватљиво време израчунавања.

## Занимљивост
Реч дигитрон је добила име по компанији Дигитрон у месту Бује, Истра, Хрватска која га је прва склапала у СФРЈ и наметнула се на тржишту као робна марка.

## Галерија
- Калкулатор Sharp PC-1430
- Рачунарска машина CALCOREX
- Рачунарска машина CURTA
- Рачунарска машина Hanovera
- Рачунарска машина Facit
- Рачунарска машина Mercedes